# Biuvais
Biuvais o Biuvais de Tescon (en francès Beauvais-sur-Tescou des del 1937, Beauvais abans) és un municipi francès situat al departament del Tarn i a la regió d'Occitània.

## Demografia
| 1962                                       | 1968 | 1975 | 1982 | 1990 | 1999 | 2006 |
| ------------------------------------------ | ---- | ---- | ---- | ---- | ---- | ---- |
| 255                                        | 254  | 198  | 179  | 187  | 205  | 275  |
| Des de 1962: població sense dobles comptes |      |      |      |      |      |      |

## Administració
| Període | Identitat      | Partit |
| ------- | -------------- | ------ |
| 2010-   | Georges Roques |        |